# Ellen Pompeo
Ellen Pompeo (* 10. listopadu 1969, Everett, Massachusetts, USA) je americká herečka, nominovaná na cenu Zlatý glóbus, známá především pro hlavní roli ve slavném americkém seriálu Chirurgové, kde ztvárňuje roli čerstvé absolventky medicíny, dnes už primářky obecné chirurgie Meredith Grey. Dále se objevila ve filmech jako Půlnoční míle (2002), Chyť mě, když to dokážeš (2003) a Daredevil (2003).

## Život
Narodila se v Massachusetts jako dcera Kathleen a Joseph Pompeo, ale vyrůstala v New Yorku. V raném věku osiřela, když jí zemřela matka. Otec byl italského původu. Po dosažení plnoletosti se odstěhovala do Miami, kde působila jako barmanka. V Miami se seznámila s fotografem Andrewem Rosenthalem, se kterým několik let žila v New Yorku. Rozešli se v roce 2003. Má pět sourozenců: tři sestry a dva bratry. Její otec zemřel 1. září 2012.

## Kariéra

### 1995–2004
Její první působení v televizi se datuje k roku 1996, kdy působila v několika reklamách. V roce 2001 se vypravila do Los Angeles, kde se chtěla stát herečkou. To se jí podaří, když je vybrána pro vedlejší roli ve filmu Půlnoční míle. Její první role ovšem byly velmi malé. Účinkovala i v několika televizních seriálech - Přátelé, Zákon a pořádek. V roce 2002 získala roli ve filmu Chyť mě, když to dokážeš a v roce 2003 ve filmu Mládí v trapu, po boku Luka Wilsona. Po boku Jima Carreyho si zahrála v roce 2004 ve filmu Věčný svit neposkvrněné mysli. Roli Karen Page si zahrála ve filmu Daredevil.

### 2005–dosud
Zvrat v kariéře nastal v roce 2005, kdy získala hlavní roli v seriálu stanice ABC Chirurgové, vytvořeném Shondou Rhimes. Seriál hned zaznamenal veliký úspěch. V roce 2012 byla jmenována osmou nejlépe placenou televizní herečkou, kdy si vydělala 9 milionů dolarů. Za roli Meredith Grey, kterou v seriálu hraje, byla nominovaná na několik cen, včetně nominace na Zlatý glóbus v roce 2007.
V srpnu 2014 bylo oznámeno, že Ellen vyvíjí dva seriálu pro ABC Studios, adaptaci Rachel Carey novely Debt pro ABC Family a nenazvané ženské policejní drama pro ABC. Objevila se v hudebním videoklipu Taylor Swift k písničce "Bad Blood", který měl premiéru 17. května 2015 při předávání cen Billboard Music Award.

## Osobní život
V roce 2003 začala chodit s hudebním producentem Chrisem Iverym. 9. listopadu 2007 se vzali v New Yorku. Mají tři děti: Stella Luna (narozena v září 2009), Sienna May (narozena v srpnu 2014) a chlapce Eli Christopher (narozen v prosinci 2016).

## Filmografie

### Film
| Rok  | Název                         | Role          | Poznámky       |
| ---- | ----------------------------- | ------------- | -------------- |
| 1995 | Do You Have the Time          | Žena          | Krátký film    |
| 1999 | 8 ½ x 11                      | Žena          | Krátký film    |
| 1999 | Brzy to přijde                | Smutná dívka  |                |
| 2000 | Eventual Wife                 | Beth          | Krátký film    |
| 2000 | In the Weeds                  | Martha        |                |
| 2000 | Mambo Café                    | Stacy         |                |
| 2002 | Půlnoční míle                 | Bertie Know   |                |
| 2002 | Chyť mě, když to dokážeš      | Marci         |                |
| 2003 | Mládí v trapu                 | Nicole        |                |
| 2003 | Daredevil                     | Karen Page    |                |
| 2003 | Undermind                     | Flynn         |                |
| 2004 | Nobody's Perfect              | Veronica      | Krátký film    |
| 2004 | Umění loupit                  | Sandra Walker |                |
| 2004 | Věčný svit neposkvrněné mysli | Naomi         | Scéna vymazána |
| 2005 | Zábavný společník             | Phoebe Elgin  |                |

### Televize
| Rok        | Název                         | Role                | Poznámka                                                                |
| ---------- | ----------------------------- | ------------------- | ----------------------------------------------------------------------- |
| 1996       | Zákon a pořádek               | Jenna Weber         | díl: „Savior“                                                           |
| 1999       | Strangers with Candy          | Lizzie Abrams       | díl: „Feather in the Storm“                                             |
| 2000       | Zákon a pořádek               | Laura Kendrick      | díl: „Fools for Love“                                                   |
| 2000       | Get Real                      | Nina Adler          | díl: „History Lessons“                                                  |
| 2001       | 21. okresek                   | Sue                 | díl: „Anger“                                                            |
| 2004       | Přátelé                       | Missy Goldberg      | díl: „The One Where the Stripper Cries“                                 |
| 2005–dosud | Chirurgové                    | Dr. Meredith Grey   | Hlavní role také režisérka, 2 díly a producentka (2017–dosud)           |
| 2015       | Repeat After Me               | Samu sebe           | 1 epizoda                                                               |
| 2017       | Doktorka Plyšáková            | Willow (hlas)       | díl: „Toy Hospital: Camille Gets Over the Hump/Willow's Wonky Whiskers“ |
| 2018–dosud | Station 19                    | Dr. Meredith Grey   | díly: „Stuck“ a „Louder Than a Bomb“ také producentka (2018)            |
| 2019       | RuPaul's Drag Race: All Stars | Samu sebe/porotkyně |                                                                         |

### Hudební video
| Rok  | Název       | Role | Umělec       |
| ---- | ----------- | ---- | ------------ |
| 2015 | „Bad Blood“ | Luna | Taylor Swift |

## Ocenění a nominace
| Rok  | Ocenění                              | Kategorie                                                                | Práce      | Výsledek  |
| ---- | ------------------------------------ | ------------------------------------------------------------------------ | ---------- | --------- |
| 2005 | Teen Choice Awards                   | televizní objev roku: žena                                               | Chirurgové | nominace  |
| 2006 | Screen Actors Guild Awards           | nejlepší seriálové obsazení: drama                                       | Chirurgové | nominace  |
| 2006 | Gold Derby Awards                    | nejlepší seriálové obsazení                                              | Chirurgové | nominace  |
| 2006 | Teen Choice Awards                   | nejlepší seriálová herečka                                               | Chirurgové | nominace  |
| 2006 | Satellite Awards                     | nejlepší seriálové obsazení                                              | Chirurgové | vítězství |
| 2007 | Zlatý glóbus                         | nejlepší seriálové obsazení: drama                                       | Chirurgové | nominace  |
| 2007 | Gold Derby Awards                    | Ensemble of the Year (Shared with cast)                                  | Chirurgové | nominace  |
| 2007 | Screen Actors Guild Awards           | nejlepší seriálové obsazení: drama                                       | Chirurgové | vítězství |
| 2007 | Satellite Awards                     | nejlepší seriálová herečka: drama                                        | Chirurgové | vítězství |
| 2007 | National Italian American Foundation | speciální ocenění                                                        |            | vítězství |
| 2008 | Screen Actors Guild Awards           | nejlepší seriálové obsazení: drama                                       | Chirurgové | nominace  |
| 2011 | People's Choice Awards               | nejoblíbenější seriálový doktor                                          | Chirurgové | nominace  |
| 2012 | People's Choice Awards               | nejoblíbenější seriálová herečka: drama                                  | Chirurgové | nominace  |
| 2012 | Gold Derby Awards                    | nejoblíbenější seriálová herečka: drama                                  | Chirurgové | nominace  |
| 2013 | People's Choice Awards               | nejoblíbenější seriálová herečka: drama                                  | Chirurgové | vítězství |
| 2015 | People's Choice Awards               | nejoblíbenější seriálová herečka: drama                                  | Chirurgové | vítězství |
| 2015 | Filmový festival Taormina            | ocenění Taormina Arte                                                    |            | vítězství |
| 2016 | People's Choice Awards               | nejoblíbenější seriálová herečka: drama                                  | Chirurgové | vítězství |
| 2017 | People's Choice Awards               | nejoblíbenější seriálová herečka: drama                                  | Chirurgové | nominace  |
| 2017 | MTV Movie & TV Awards                | nejlepší vrhknutí slz do očí (Meredith říká svým dětem o Derekově smrti) | Chirurgové | nominace  |
| 2018 | People's Choice Awards               | nejlepší seriálová hvězda                                                | Chirurgové | nominace  |
| 2018 | People's Choice Awards               | nejlepší seriálová hvězda dramatu                                        | Chirurgové | nominace  |